# Pristonesia oracil
Pristonesia oracil (лат.) — вид ос-бетилид из надсемейства Chrysidoidea (Bethylidae, Hymenoptera).

## Распространение
Встречаются в Афротропике (Центральноафриканская Республика, Габон, Кения, Уганда).

## Описание
Мелкие осы-бетилиды (длина тела около 4 мм). Известны только по самцам. Этот вид отличается от других представителей рода наличием строением гениталий: харпе (часть вальвы) с экстрамедианным вершинным выступом и лопастями заднего гипопигеального края в виде конического шипа. Длина тела 3,9-4,6 мм. Длина переднего крыла 3,1-3,7 мм. Усики 2,0-2,3 мм длины. Голова и мезосома чёрные; брюшко и наличник коричневые, субвершинно светлее; антенна и щупики коричневые; мандибулы коричневые с темными краями; ноги светло-коричневые. Усики длинные и щетинистые. Нижнечелюстные щупики 6-члениковые, а нижнегубные состоят из 3 сегментов. Метанотум крупный, выше мезоскутума. На переднем крыле постстигмальная абсцисса 1r равна длине птеростигмы, жилка 2r-rs&Rs равномерно изогнута, но слегка выемчата в месте соединения сектора 2r-rs с сектором Rs; линия m-cu сгиба S-образная, линия кубитального сгиба отсутствует, линия сгиба r-m почти прямая. Заднее крыло с тремя равноотстоящими базальными крочками-гамулами и шестью эравноотстоящими дистальными гамулами. Коготки раздвоенные, зубцы острые и изогнутые, базальный мельче других.

## Классификация
Вид впервые описан в 2022 году в ходе ревизии, проведённой в 2018 и 2020-х годах бразильскими энтомологами Isabel Alencar, Magno Ramos и Celso Azevedo. Сходен по строению гипопигия и гениталий с видом Pristonesia querfil. Вместе с другими видами Pristonesia включён в подсемейство Pristocerinae.